# XXXVII Media Maratón Ciudad de Elche
La XXXVII Media Maratón Ciudad de Elche tuvo lugar el 29 de marzo de 2009. Fue organizada por el Club Atletismo Decatlón y participaron cerca de 2300 personas. El corredor marroquí Hicham Ettaichmi acabó ganador en la carrera masculina con un tiempo de 1 hora, 8 minutos y 32 segundos, mientras que la ganadora en la carrera femenina fue la también marroquí Wafiya Benali con 1 hora, 17 minutos y 24 segundos.

## Palmarés

### Hombres
| Puesto | Atleta                       | País      | Tiempo (h:m:s) |
| ------ | ---------------------------- | --------- | -------------- |
|        | Hicham Ettaichmi             | Marruecos | 1:08:32        |
|        | Hassane Ahouchar             | Marruecos | 1:08:32        |
|        | Abdelaziz Dahhaoui           | Marruecos | 1:08:32        |
| 4      | Andrés Micó Martínez         | España    | 1:08:34        |
| 5      | Miguel Ángel Pulido García   | España    | 1:10:13        |
| 6      | El Hassan Tihaui             | Marruecos | 1:10:56        |
| 7      | Francisco Javier Lázaro Sesa | España    | 1:11:28        |
| 8      | Michael Ruhe                 | Alemania  | 1:11:43        |
| 9      | Ahmed El Mansouri            | España    | 1:11:55        |
| 10     | José Antonio Meroño Escudero | España    | 1:12:26        |

### Mujeres
| Puesto | Atleta                    | País        | Tiempo (h:m:s) |
| ------ | ------------------------- | ----------- | -------------- |
|        | Wafiya Benali             | Marruecos   | 1:17:24        |
|        | Yamilka González Viamonte | Cuba        | 1:21:14        |
|        | Maxine McKinnon           | Reino Unido | 1:21:39        |
| 4      | Carmen Sala Ferrer        | España      | 1:22:37        |
| 5      | María Teresa Maciá Blasco | España      | 1:23:38        |
| 6      | Lourdes Martínez Escudero | España      | 1:24:51        |
| 7      | Sarai Sarmiento Barberá   | España      | 1:29:55        |
| 8      | Mercedes Merino García    | España      | 1:29:30        |
| 9      | Elena Urrutia González    | España      | 1:34:06        |
| 10     | Monse Ballester Alcócer   | España      | 1:31:50        |